# La lluitadora
La lluitadora (títol original en danès Fighter) és una pel·lícula d'acció dramàtica danesa del 2007 dirigida per Natasha Arthy. Ha estat doblada al català.

## Argument
Ayşe és una dona jove de Copenhaguen els pares de la qual volen que vagi a l'escola de medicina perquè li desitgen un futur amb una assegurança mèdica adequada i dret a una pensió. També els agrada assegurar-se que trobi un marit adequat.
Ella, en canvi, considera que els seus pares són una mica cap-quadrats i té els seus propis plans. Es dedica al Kung Fu. Com a adepta de les arts marcials, rep un reconeixement per fer alguna cosa que li agrada.
La seva família i els seus aspirants a sogres es molesten pel seu compromís per un esport de contacte exòtic que inclou regularment combats amb homes. Tots ells estan preocupats perquè descuidi l'escola i aconsegueixi una mala reputació.
Quan s'enamora d'un jove lluitador anomenat Emil, les possibilitats del seu matrimoni amb l'home de la seva família comencen a desaparèixer.
Encara els seus familiars no han cedit. Al seu club s'incorpora l'Omar, un amic de la família, encara més tradicional que tots els altres. Ell la desafia, amb la intenció de demostrar que la seva formació és una pèrdua de temps. Ayşe s'ha de plantar contra ell.

## Repartiment
- Semra Turan com a Ayşe Ahman
- Nima Nabipour com a Ali Ahman
- Cyron Melville com a Emil Andersen
- Molly Blixt Egelind com a Sofie
- Sadi Tekelioglu com el pare d'Ayşe
- Behruz Banissi com a Omar Yüksel
- Xian Gao com a Sifu
- Denize Karabuda com a mare d'Ayşe
- Ertugrul Yilan com a Mehmet
- Özlem Saglanmak com a Yasemin

## Recepció
La pel·lícula va rebre crítiques positives. Va ser especialment apreciat per la seva gestió de preguntes sobre identitat cultural i personal L'actuació de Semra Turan va ser elogiada.

## Premis
Semra Turan va rebre el Premi a la millor actriu al XLI Festival Internacional de Cinema Fantàstic de Catalunya.